# أليكساندرييا (ستافروبول)
أليكساندرييا (بالروسية: Александрия) هي مدينة في مقاطعة ستافروبول كراي في روسيا.